# Лафрери, Антонио
Антонио Лафрери, или Антуан дю Перак Лафрери (итал. Antonio Lafreri, Laufrerius; Antoine du Pérac Lafréry; 1512, Оргель − 1577, Рим) — художник-гравёр, картограф и издатель из Бургундии, работавший в Италии, в Риме.

## Биография
Лафрери родился в Оргеле в графстве Бургундия, бывшем в то время частью Священной Римской империи. Ок. 1540 года Лафрери поселился в Риме. Его наиболее важной работой являются так называемые «Атласы Лафрери» (Atlante di Lafrery), опубликованные в Риме в 1570 году, представляющие собой одну из первых цельных коллекций печатных карт, на лицевой стороне которых изображена фигура Атланта, держащего небесный свод. При создании Атласа он сотрудничал с наиболее выдающимися итальянскими картографами того времени: Джакомо Гастальди, Баттистой Аньезе, Антонио Саламанкой, Франческо Камочио Младшим, Донато Бертелли, Ферандо Бертелли и Паоло Форлани.
С 1553 года Лафрери печатал и издавал альбомы гравюр в сотрудничестве сначала с Антонио Саламанкой, книготорговцем на Кампо-дей-Фьори (до 1563 года), затем с другими художниками.
В 1575 году он закончил работу над изданием «Великолепное зеркало Рима» (Speculum romanae magnificentiae) — собранием из двухсот гравюр с видами города Рима, собранных в три тома. Лафрери скончался в Риме в 1577 году. Единственный экземпляр одного из его редакционных каталогов хранится в библиотеке Маручеллиана во Флоренции.
В 2014 году Баварская государственная библиотека приобрела у частного коллекционера Атласы Лафрери за 1,4 миллиона евро.